# Cynometra
Cynometra is een geslacht uit de vlinderbloemenfamilie (Leguminosae). De soorten komen voor in de tropen.

## Soorten
- Cynometra abrahamii Du Puy & R.Rabev.
- Cynometra alexandri C.H.Wright
- Cynometra americana Vogel
- Cynometra ananta Hutch. & Dalziel
- Cynometra ankaranensis Du Puy & R.Rabev.
- Cynometra aurita R.Vig.
- Cynometra basifoliola (Verdc.) Rados.
- Cynometra bauhiniifolia Benth.
- Cynometra beddomei Prain
- Cynometra bourdillonii Gamble
- Cynometra brachymischa Harms
- Cynometra brachyrrhachis Harms
- Cynometra brassii (Merr. & L.M.Perry) Rados.
- Cynometra browneoides (Harms) Rados.
- Cynometra capuronii Du Puy & R.Rabev.
- Cynometra cauliflora L.
- Cynometra cebuensis F.Seid.
- Cynometra cerebriformis Rados.
- Cynometra commersoniana Baill.
- Cynometra congensis De Wild.
- Cynometra copelandii (Elmer) Merr.
- Cynometra craibii Gagnep.
- Cynometra crassifolia Benth.
- Cynometra cubensis A.Rich.
- Cynometra cuneata Tul.
- Cynometra cynometroides (Merr. & L.M.Perry) Rados.
- Cynometra dauphinensis Du Puy & R.Rabev.
- Cynometra dongnaiensis Pierre
- Cynometra duckei Dwyer
- Cynometra dwyeri Rados.
- Cynometra elmeri Merr.
- Cynometra engleri Harms
- Cynometra falcata A.Gray
- Cynometra filifera Harms
- Cynometra fissicuspis (Pittier) Pittier
- Cynometra floretii Labat & O.Pascal
- Cynometra fortuna-tironis (Verdc.) Rados.
- Cynometra gillmanii J.Léonard
- Cynometra glomerulata Gagnep.
- Cynometra grandiflora A.Gray
- Cynometra greenwayi Brenan
- Cynometra hankei Harms
- Cynometra hemitomophylla (Donn.Sm.) Rose
- Cynometra hondurensis Dwyer
- Cynometra hostmanniana Tul.
- Cynometra humboldtiana Stergios
- Cynometra inaequifolia A.Gray
- Cynometra insularis A.C.Sm.
- Cynometra iripa Kostel.
- Cynometra katikii Verdc.
- Cynometra lenticellata (C.T.White) Rados.
- Cynometra leonensis Hutch. & Dalziel
- Cynometra letestui (Pellegr.) J.Léonard
- Cynometra longicuspis Ducke
- Cynometra longifolia Huber
- Cynometra longipedicellata Harms
- Cynometra lujae De Wild.
- Cynometra lukei Beentje
- Cynometra lyallii Baker
- Cynometra macrocarpa A.S.Tav.
- Cynometra madagascariensis Baill.
- Cynometra malaccensis Meeuwen
- Cynometra mannii Oliv.
- Cynometra marginata Benth.
- Cynometra mariettae (Meeuwen) Rados.
- Cynometra marleneae A.S.Tav.
- Cynometra mayottensis Labat & O.Pascal
- Cynometra megalocephala (Harms) Rados.
- Cynometra megalophylla Harms
- Cynometra michelsonii J.Léonard
- Cynometra minor (A.C.Sm.) Rados.
- Cynometra minutiflora F.Muell.
- Cynometra mirabilis Meeuwen
- Cynometra novoguineensis Merr. & L.M.Perry
- Cynometra nyangensis Pellegr.
- Cynometra oaxacana Brandegee
- Cynometra oddonii De Wild.
- Cynometra palustris J.Léonard
- Cynometra parvifolia Tul.
- Cynometra pedicellata De Wild.
- Cynometra pervilleana Baill.
- Cynometra phaselocarpa (B.Heyne) J.F.Macbr.
- Cynometra plurijuga (Merr. & L.M.Perry) Rados.
- Cynometra polyandra Roxb.
- Cynometra portoricensis Krug & Urb.
- Cynometra psilogyne (Harms) Rados.
- Cynometra ramiflora L.
- Cynometra retusa Britton & Rose
- Cynometra rosea (K.Schum.) Rados.
- Cynometra roseiflora W.E.Cooper
- Cynometra sakalava Du Puy & R.Rabev.
- Cynometra sanagaensis Aubrév.
- Cynometra schefferi (K.Schum.) Rados.
- Cynometra schlechteri Harms
- Cynometra schottiana Hochr.
- Cynometra sessiliflora Harms
- Cynometra simplicifolia Harms
- Cynometra sphaerocarpa Pittier
- Cynometra steenisii (Meeuwen) Rados.
- Cynometra stenopetala Dwyer
- Cynometra steyermarkii Rados.
- Cynometra suaheliensis (Taub.) Baker f.
- Cynometra travancorica Bedd.
- Cynometra trinitensis Oliv.
- Cynometra tumbesiana Rados.
- Cynometra ulugurensis Harms
- Cynometra vestita (A.C.Sm.) Rados.
- Cynometra vitiensis Rados.
- Cynometra vogelii Hook.f.
- Cynometra warburgii Harms
- Cynometra webberi Baker f.
- Cynometra yokotae Kaneh.
- Cynometra zeylanica Kosterm.